# Giuseppina di Baden
Giuseppina di Baden (Prinzessin Josephine Friederike Luise von Baden; Mannheim, 21 ottobre 1813 – Sigmaringen, 19 giugno 1900) fu una principessa tedesca, membro della casata degli Zähringen per nascita e di Hohenzollern-Sigmaringen per matrimonio.

## Biografia

### Infanzia

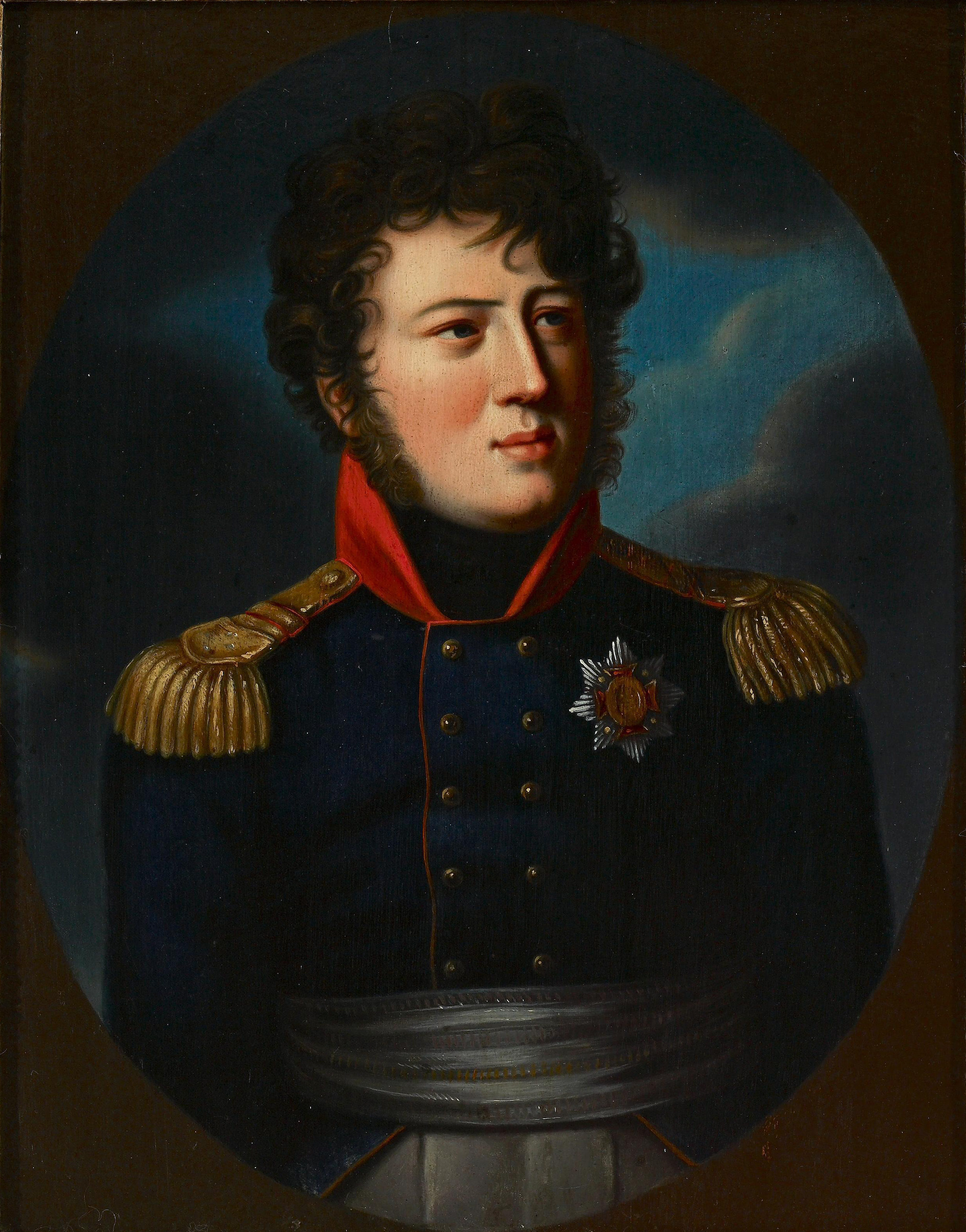
Carlo II di Baden ritratto da François Gérard

Giuseppina di Baden era figlia di Carlo II di Baden, granduca di Baden e di Stefania di Beauharnais

### Matrimonio

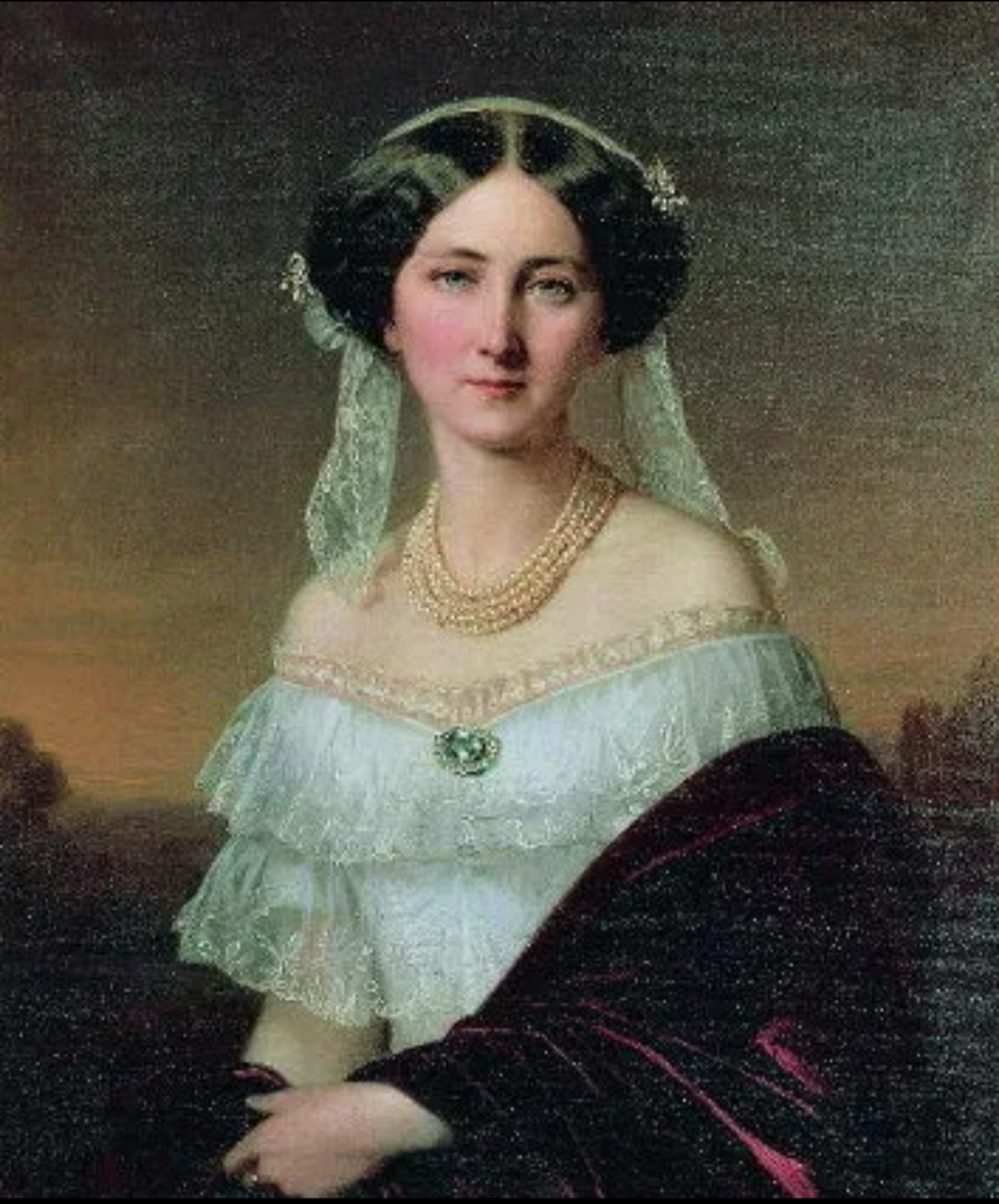
Giuseppina, principessa di Hohenzollern-Sigmaringen

Il 21 ottobre del 1834 ella sposò a Karlsruhe il principe Carlo Antonio di Hohenzollern-Sigmaringen, esponente del ramo degli Hohenzollern rimasto fedele alla religione cattolica, figlio di Carlo di Hohenzollern-Sigmaringen e di Maria Antonietta Murat.
Di religione protestante, Giuseppina si convertirà in seguito al cattolicesimo.
La coppia, che fu molto unita, ebbe sei figli

### Morte

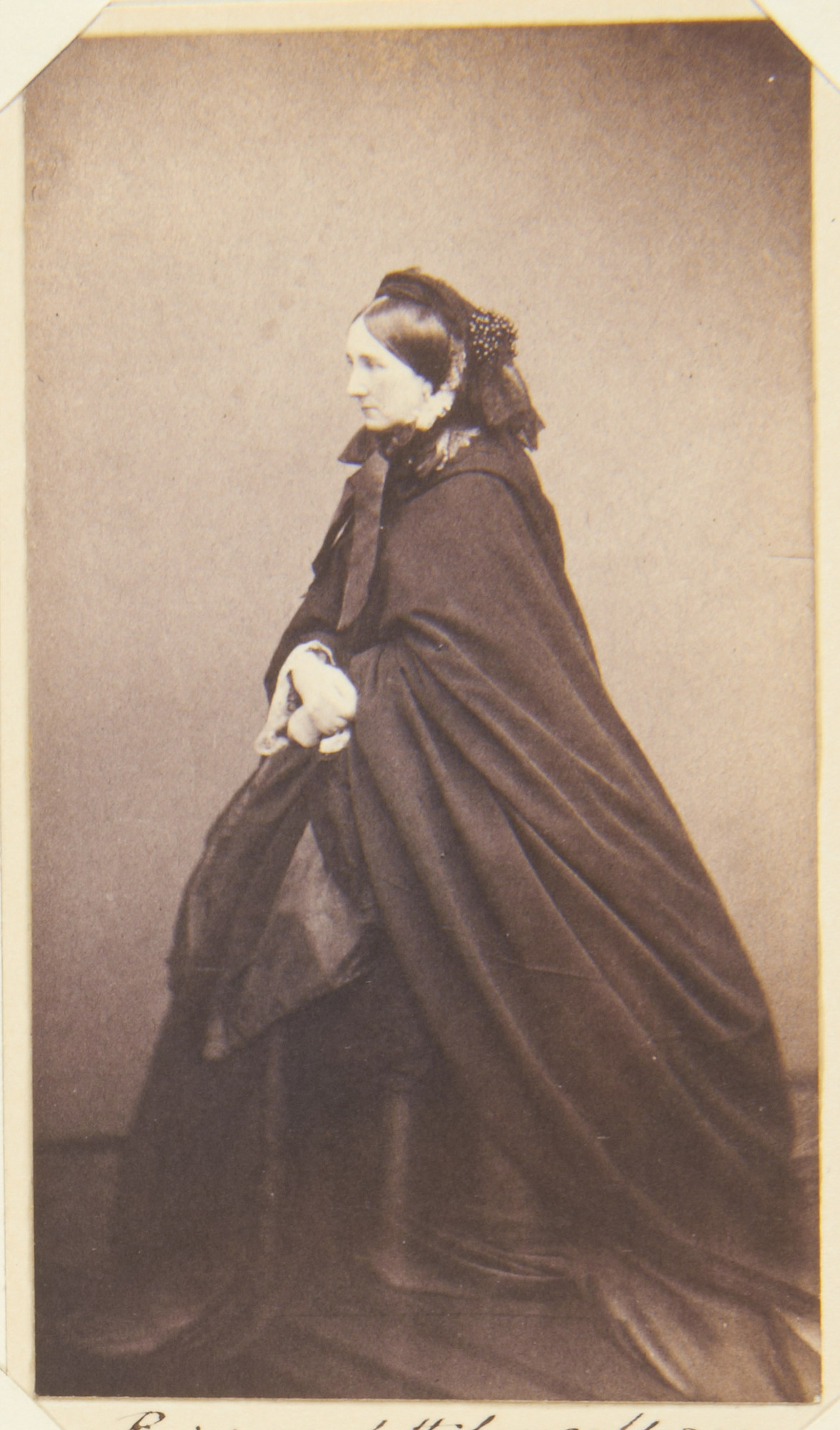
La principessa Giuseppina in tarda età

La principessa Giuseppina morì il a Sigmaringen.

## Leggenda

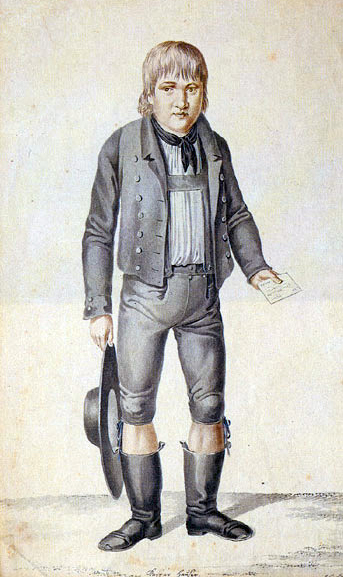
Johannes Mayer, Peter Tradowsky: Kaspar Hauser, Stuttgart 1984, p. 306

Secondo la leggenda, che ispirò numerosi scrittori e giornalisti dell'epoca per quasi un secolo, Giuseppina sarebbe la presunta sorella minore del famosissimo Kaspar Hauser, fatto rapire da bambino e allevato sotto falso nome.

## Discendenza
Dal matrimonio tra Giuseppina e Carlo Antonio di Hohenzollern-Sigmaringen nacquero:
- Leopoldo, Principe di Hohenzollern, nato nel 1835 e morto nel 1905, sposò Antonia di Braganza;
- Stefania, nata nel 1837 e morta nel 1859, sposò Pietro V di Portogallo;
- Carlo, nato nel 1839 e morto nel 1914, Re di Romania dal 1881 al 1914;
- Antonio di Hohenzollern-Sigmaringen, nato nel 1841 e morto nel 1866;
- Federico di Hohenzollern-Sigmaringen, nato nel 1843 e morto nel 1904;
- Maria, nata nel 1845 e morta nel 1912, sposò Filippo del Belgio.

## Ascendenza
|                                                     |                                                      |                                                       | Genitori                                                    |  |  | Nonni |  |  | Bisnonni                             |  |  | Trisnonni                                          |  |
|                                                     |                                                      |                                                       |                                                             |  |  |       |  |  | 8. Carlo Federico, granduca di Baden |  |  | 16. Federico, principe ereditario di Baden-Durlach |  |
|                                                     |                                                      |                                                       |                                                             |  |  |       |  |  | 8. Carlo Federico, granduca di Baden |  |  | 16. Federico, principe ereditario di Baden-Durlach |  |
|                                                     |                                                      | 17. Amalia di Nassau-Dietz                            |                                                             |  |  |       |  |  | 8. Carlo Federico, granduca di Baden |  |  |                                                    |  |
| 4. Carlo Luigi, principe ereditario di Baden        |                                                      |                                                       |                                                             |  |  |       |  |  | 8. Carlo Federico, granduca di Baden |  |  |                                                    |  |
|                                                     |                                                      | 9. Carolina Luisa d'Assia-Darmstadt                   | 18. Luigi VIII, langravio d'Assia-Darmstadt                 |  |  |       |  |  |                                      |  |  |                                                    |  |
|                                                     |                                                      | 9. Carolina Luisa d'Assia-Darmstadt                   | 18. Luigi VIII, langravio d'Assia-Darmstadt                 |  |  |       |  |  |                                      |  |  |                                                    |  |
|                                                     |                                                      | 9. Carolina Luisa d'Assia-Darmstadt                   | 19. Carlotta di Hanau-Lichtenberg                           |  |  |       |  |  |                                      |  |  |                                                    |  |
| 2. Carlo II, granduca di Baden                      |                                                      | 9. Carolina Luisa d'Assia-Darmstadt                   |                                                             |  |  |       |  |  |                                      |  |  |                                                    |  |
|                                                     |                                                      | 10. Luigi IX, langravio d'Assia-Darmstadt             | 20. Luigi VIII, langravio d'Assia-Darmstadt (= 18)          |  |  |       |  |  |                                      |  |  |                                                    |  |
|                                                     |                                                      | 10. Luigi IX, langravio d'Assia-Darmstadt             | 20. Luigi VIII, langravio d'Assia-Darmstadt (= 18)          |  |  |       |  |  |                                      |  |  |                                                    |  |
|                                                     |                                                      | 10. Luigi IX, langravio d'Assia-Darmstadt             | 21. Carlotta di Hanau-Lichtenberg (= 19)                    |  |  |       |  |  |                                      |  |  |                                                    |  |
| 5. Amalia d'Assia-Darmstadt                         |                                                      | 10. Luigi IX, langravio d'Assia-Darmstadt             |                                                             |  |  |       |  |  |                                      |  |  |                                                    |  |
|                                                     |                                                      | 11. Carolina del Palatinato-Zweibrücken-Birkenfeld    | 22. Cristiano III, conte palatino di Zweibrücken-Birkenfeld |  |  |       |  |  |                                      |  |  |                                                    |  |
|                                                     |                                                      | 11. Carolina del Palatinato-Zweibrücken-Birkenfeld    | 22. Cristiano III, conte palatino di Zweibrücken-Birkenfeld |  |  |       |  |  |                                      |  |  |                                                    |  |
|                                                     |                                                      | 11. Carolina del Palatinato-Zweibrücken-Birkenfeld    | 23. Carolina di Nassau-Saarbrücken                          |  |  |       |  |  |                                      |  |  |                                                    |  |
| 1. Giuseppina di Baden                              |                                                      | 11. Carolina del Palatinato-Zweibrücken-Birkenfeld    |                                                             |  |  |       |  |  |                                      |  |  |                                                    |  |
|                                                     | 12. Claude de Beauharnais, conte des Roches-Baritaud | 24. Claude de Beauharnais, conte des Roches-Baritaud  |                                                             |  |  |       |  |  |                                      |  |  |                                                    |  |
|                                                     | 12. Claude de Beauharnais, conte des Roches-Baritaud | 24. Claude de Beauharnais, conte des Roches-Baritaud  |                                                             |  |  |       |  |  |                                      |  |  |                                                    |  |
|                                                     | 12. Claude de Beauharnais, conte des Roches-Baritaud | 25. Renée Hardouineau                                 |                                                             |  |  |       |  |  |                                      |  |  |                                                    |  |
| 6. Claude de Beauharnais, conte des Roches-Baritaud | 12. Claude de Beauharnais, conte des Roches-Baritaud |                                                       |                                                             |  |  |       |  |  |                                      |  |  |                                                    |  |
|                                                     |                                                      | 13. Fanny di Beauharnais                              | 26. François-Abraham-Marie Mouchard                         |  |  |       |  |  |                                      |  |  |                                                    |  |
|                                                     |                                                      | 13. Fanny di Beauharnais                              | 26. François-Abraham-Marie Mouchard                         |  |  |       |  |  |                                      |  |  |                                                    |  |
|                                                     |                                                      | 13. Fanny di Beauharnais                              | 27. Anne-Louise Lazure                                      |  |  |       |  |  |                                      |  |  |                                                    |  |
| 3. Stefania di Beauharnais                          |                                                      | 13. Fanny di Beauharnais                              |                                                             |  |  |       |  |  |                                      |  |  |                                                    |  |
|                                                     |                                                      | 14. Claude, III marchese de Lézay-Marnésia            | 28. Francois Gabriel, II marchese de Lézay-Marnésia         |  |  |       |  |  |                                      |  |  |                                                    |  |
|                                                     |                                                      | 14. Claude, III marchese de Lézay-Marnésia            | 28. Francois Gabriel, II marchese de Lézay-Marnésia         |  |  |       |  |  |                                      |  |  |                                                    |  |
|                                                     |                                                      | 14. Claude, III marchese de Lézay-Marnésia            | 29. Charlotte Antoinette de Bressey                         |  |  |       |  |  |                                      |  |  |                                                    |  |
| 7. Claudine de Lézay-Marnésia                       |                                                      | 14. Claude, III marchese de Lézay-Marnésia            |                                                             |  |  |       |  |  |                                      |  |  |                                                    |  |
|                                                     |                                                      | 15. Marie-Claudine de Nettancourt, dama de Vaubécourt | 30. Gaston Jean Baptiste Charles de Nettancourt-Vaubécourt  |  |  |       |  |  |                                      |  |  |                                                    |  |
|                                                     |                                                      | 15. Marie-Claudine de Nettancourt, dama de Vaubécourt | 30. Gaston Jean Baptiste Charles de Nettancourt-Vaubécourt  |  |  |       |  |  |                                      |  |  |                                                    |  |
|                                                     |                                                      | 15. Marie-Claudine de Nettancourt, dama de Vaubécourt | 31. Yolande Madeleine de Nettancourt de Passavant           |  |  |       |  |  |                                      |  |  |                                                    |  |
|                                                     |                                                      | 15. Marie-Claudine de Nettancourt, dama de Vaubécourt |                                                             |  |  |       |  |  |                                      |  |  |                                                    |  |

## Titoli e trattamento
- 21 ottobre 1813 – 21 ottobre 1834: Sua Altezza Granducale, la principessa Giuseppina di Baden
- 21 ottobre 1834 – 27 agosto 1848: Sua Altezza Granducale, la Principessa Ereditaria di Hohenzollern-Sigmaringen, principessa di Baden
- 27 agosto 1848 – 3 September 1869: Sua Altezza Granducale, la Principessa di Hohenzollern-Sigmaringen, principessa di Baden
- 3 settembre 1869 – 2 giugno 1885: Sua Altezza Granducale, la Principessa di Hohenzollern, principessa di Baden
- 2 giugno 1885 – 19 giugno 1900: Sua Altezza Granducale, la Principessa Madre di Hohenzollern, principessa di Baden